# Bergham (Bernau am Chiemsee)
Bergham ist ein Ortsteil der Gemeinde Bernau am Chiemsee im Landkreis Rosenheim des Regierungsbezirks Oberbayern im Freistaat Bayern.

## Lage
Das Dorf liegt etwa einen Kilometer südlich der Ortsmitte von Bernau und in unmittelbarer Nähe zur Bundesstraße 305.

## Geschichte
Im 18. Jahrhundert waren die Herrschaftsverhältnisse für die sechs Anwesen wie folgt: drei gehörten dem Kloster Frauenchiemsee, eines der Kirche Bernau, eines der Herrschaft Hohenaschau und eines war eigen.
Bergham wurde bereits mit dem ersten Gemeindeedikt der Gemeinde Bernau zugeschlagen. 

## Baudenkmäler
Fünf Objekte des Dorfes sind in die Liste der Baudenkmäler eingetragen.